# Marseillan, Gers
Marseillan är en kommun i departementet Gers i regionen Occitanien i sydvästra Frankrike. Kommunen ligger i kantonen Mirande som tillhör arrondissementet Mirande. År 2022 hade Marseillan 83 invånare.

## Befolkningsutveckling
Antalet invånare i kommunen Marseillan
Referens:INSEE